# Mrówańcza
Mrówańcza (ros.Муранча)  – powieść postapokaliptyczna autorstwa rosyjskiego pisarza Rusłana Mielnikowa, wydana w 2011 roku. Książka należy do serii Uniwersum Metro 2033. W Polsce książka ukazała się w 2014 roku.

## Opis fabuły
Akcja powieści toczy się w fikcyjnym metrze w Rostowie nad Donem. Ilja jako jedyny przeżył atak mutantów na jego rodzinną stację. W akcie zemsty zabija kolejne hordy mutantów. Mieszkańcom metra zagraża nowy wróg, rój mrówańczy. Ocaleni ukrywają się w głębszych tunelach kolejki podziemnej, ale nawet tam nie jest bezpiecznie.